# Suzuki 125cc-racers

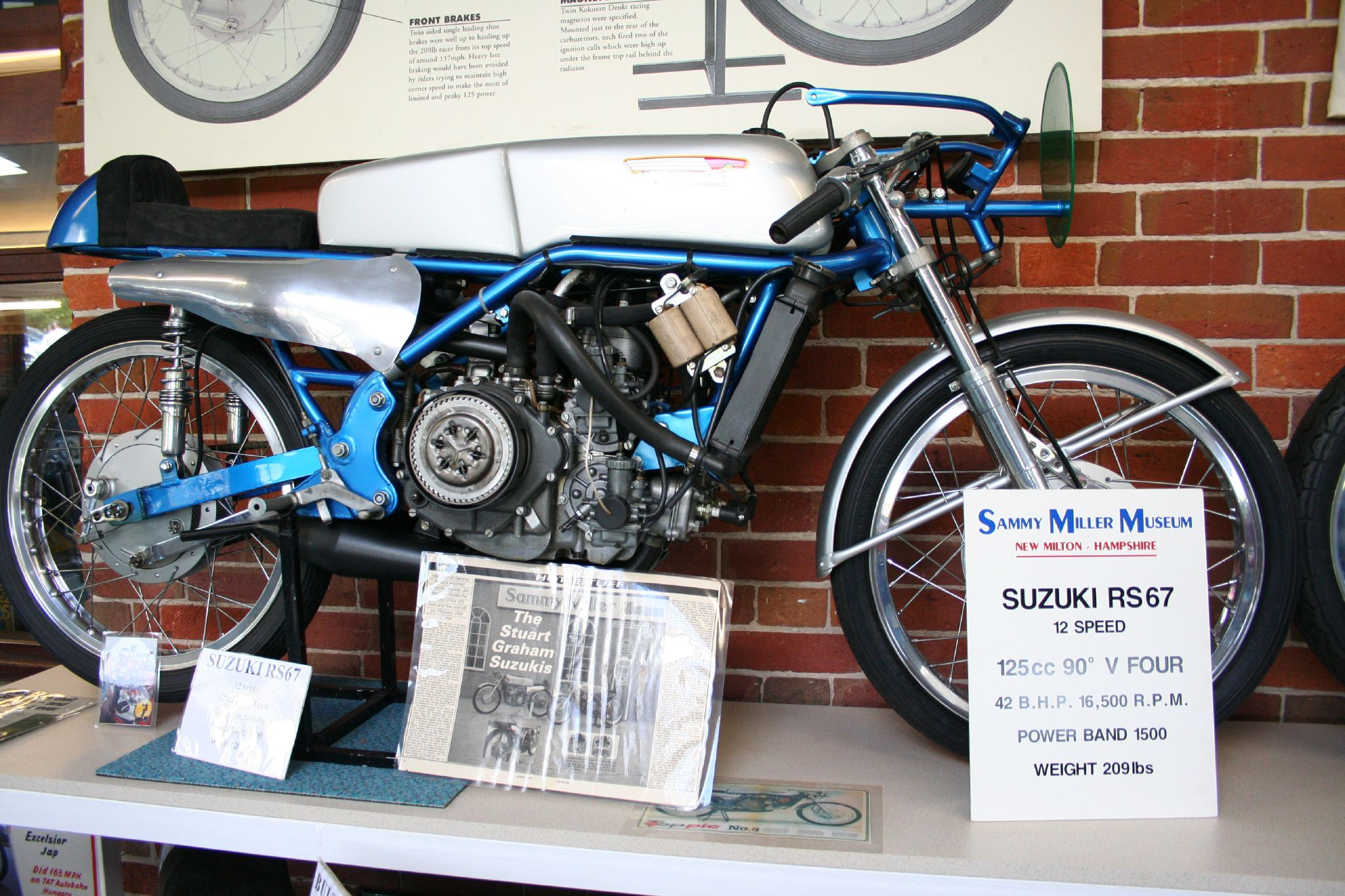
Suzuki RS 67

De Suzuki 125cc-racers vormen een serie wegrace-motorfietsen die door het merk Suzuki werden ingezet in de jaren vijftig en zestig.

## Colleda

### 1953: Colleda Diamond Free

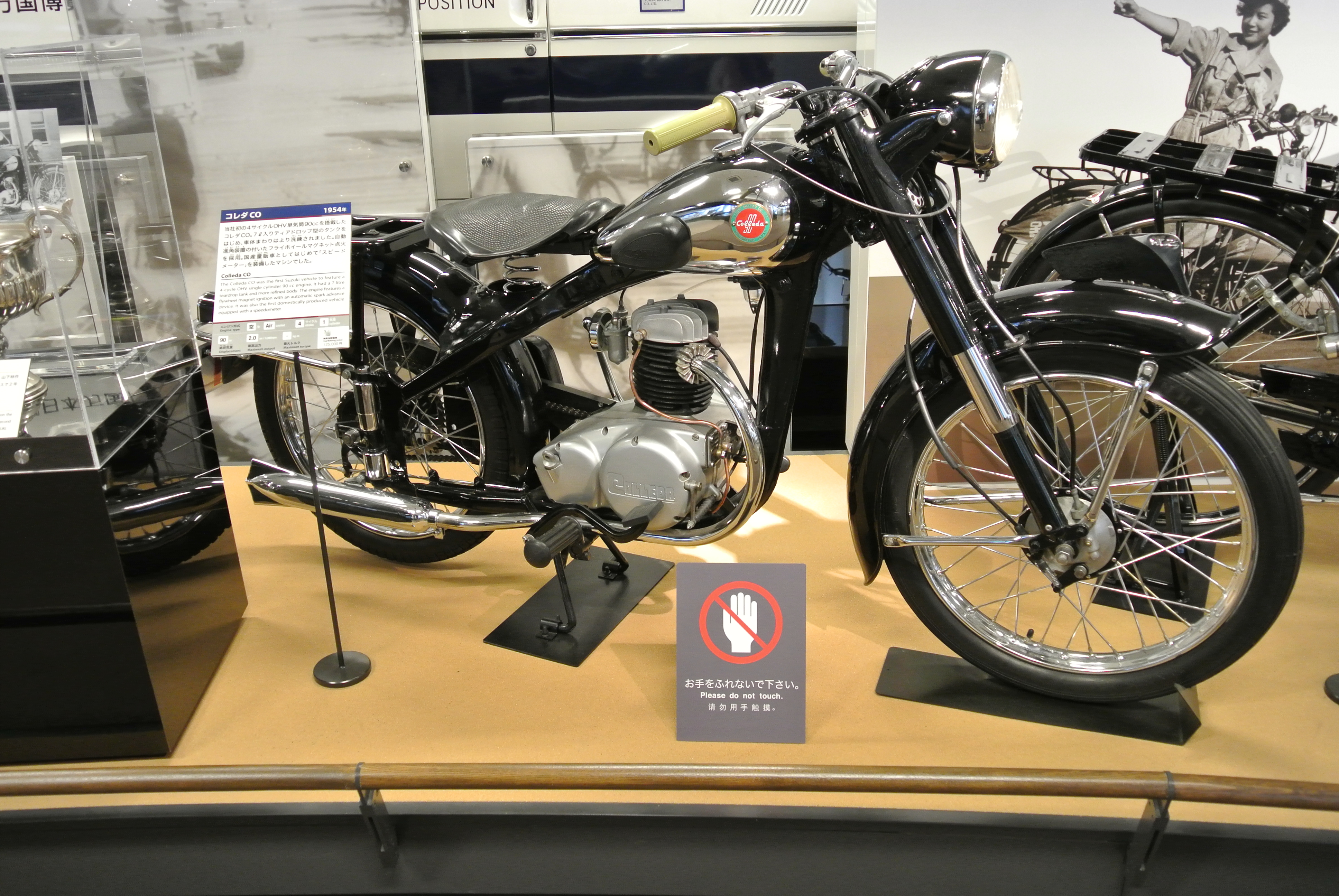
Colleda CO

In 1953 begon het merk Suzuki (dat toen nog "SJK" heette) met de deelname aan races. In dat jaar werd voor het eerst de heuvelklimwedstrijd op de Mount Asama vulkaan georganiseerd, gesponsord door de krant Mainichi. Van een echte race was toen nog geen sprake, net zomin als van racemotoren. De deelnemers moesten met standaard motorfietsen deelnemen die ze bovendien in bezit moesten hebben. Ze moesten een rijbewijs hebben mochten geen vergaande modificaties uitvoeren. Toch waren er fabrikanten die hun rijders wel degelijk ondersteunden en dat deed Colleda ook. Er waren 150 aanmeldingen, maar slechts 99 van hen mochten daadwerkelijk starten. Het parcours was niet makkelijk. Over een afstand van 27 km moest een hoogteverschil 1.450 meter overwonnen worden op onverharde wegen met hellingen tot 15°. 78 Rijders haalden de finish, waaronder de heer Yasmashita met zijn Colleda Diamond Free, een fiets met een 2 pk hulpmotortje. Er waren ook geen andere modellen beschikbaar maar Yasmashita wist toch te winnen, waarmee hij het merk een groot plezier deed. De Diamond Free kreeg er veel publiciteit door en de Suzuki Jidosha Kogyo (Suzuki weefgetouw fabriek) kreeg veel bestellingen. Er werden 6.000 Diamond Free fietsen per maand geproduceerd en mede daardoor besloot men zich te gaan concentreren op echte motorfietsen.

### 1954: Colleda CO
In 1954 werd de naam veranderd in Suzuki Motor Company. Yasmashita racete ook in 1954 en 1955 met Suzuki-producten. De heuvelklimwedstrijden op Mount Fuji zouden tot 1956 doorgaan. Yasmashita gebruikte in 1954 een 90 cc Colleda CO met 4 pk zijklepmotor en drie versnellingen. Ook hiermee won hij de wedstrijd, maar bij Suzuki besefte men toen al dan men op het gebied van racemotoren een enorme achterstand op Europese merken had.

### 1955: Colleda SV
In 1955 bracht Suzuki voor het eerste een echte racemotor aan de start. De machine debuteerde weer op de Vulkaan Asama op 5 en 6 november. Er wordt wel gezegd dat hier de Japanse wegracegeschiedenis begon. Vijf coureurs kwamen aan de start met de 125 cc Colleda SV die gebaseerd was op de standaard eencilinder tweetakt Colleda ST. De start was nu verplaatst waardoor de afstand werd ingekort tot 19,2 km, maar er moesten twee ronden gereden worden. Twee coureurs startten tegelijk met een interval-start met 30 seconden tussenruimte. Het succes was nu niet zo groot. Ook Yamaha had nu echte racers en dat team bezette de eerste vijf plaatsen. Suzuki bezette de plaatsen 5 (Yasmashita), 6 (Hideo Suzuki) en 7 (Toshio Kamiya). Mitsuo Itoh werd om onbekende redenen gediskwalificeerd. Toch was men bij Suzuki tevreden met dit resultaat. De Honda's hadden het nog slechter gedaan met een 9e plaats en waren zelfs verslagen door een Lilac.

### 1956 en 1957
In 1956 en 1957 racete Suzuki niet, maar op de Asama Vulkaan werd nu een apart circuit voor races en tests aangelegd. Het was weliswaar nog steeds onverhard, maar het was het eerste officiële circuit in Japan.

### 1958: Colleda V2X
In 1958 begon Suzuki met de voorbereidingen voor het seizoen 1959. Men bouwde een nieuwe 125cc-racer met de interne fabriekscode V2X. Het was nog steeds een luchtgekoelde 125 cc eencilinder tweetakt, maar het was veel minder een terreinmachine dan zijn voorgangers. De V2X had in elk geval al een betere stroomlijn door de toepassing van een lager stuur, maar er waren nog steeds terreinbanden gemonteerd. Opmerkelijk was dat de motor door een boring/slagverhouding van 56 x 51 mm op 125,61 cc kwam en daarmee feitelijk te groot was voor de 125cc-klasse. De machine werd eind 1958 getest op de Asama Vulkaan. Hij was weliswaar snel, maar ook bij Suzuki realiseerde men zich dat het nog geen winnaar was. De machine rondde het circuit in 6 minuten en 38 seconden, terwijl de winnende Yamaha in 1957 had er slechts 6 minuten en 18 seconden over gedaan. Bovendien bleek dat de machine niet betrouwbaar was. Er ontstonden koelproblemen die nog verergerd werden door het testen op grote hoogte. Daardoor gingen ook de krukaslagers stuk.

### 1959: Colleda RA
Op 22 en 23 augustus werd de Asama vulkaanrace gehouden, nu dus op een permanent circuit op de flanken van de vulkaan. Het Suzuki-team kwam echter al in mei voor tests naar de Asama om de nieuwe Colleda RA racer, die in de winter was ontwikkeld, te testen. Het hele team, bestaande uit Mitsuo Itoh, O. Itoh, Michio Ichino, Toshio Matsumoto en elf monteurs verbleef drie maanden in een hotel in Karuizawa, vlak bij de vulkaan, terwijl de tests doorgingen. Er was zelfs een werkplaats naast het hotel gebouwd. Tijdens het verblijf in Karuizama kreeg het team te maken met vulkaanuitbarstingen en typhoons en moest men regelmatig naar Hamamatsu reizen vanwege kapotte lagers, gesmolten of gebroken zuigers en zuigerveren. Anderhalve maand vóór de race kwam ook Honda naar de berg en toen waren de Colleda's de snelsten. Honda gebruikte de Honda RC 142, een machine waarmee al ervaring was opgedaan in de Isle of Man TT van dat jaar.

### 1959: Colleda RA en Colleda RB
In 1959 gebruikte Suzuki twee motorblokken op de Mount Asama die allebei gebaseerd waren op de V2X. Het verschil tussen de RA en de RB was draairichting. Bij de RA draaide de krukas achteruit en daarom was een extra overbrenging nodig om de draairichting van de koppeling, versnellingsbak en secundaire aandrijving om te draaien. Na veel testen besloot men te kiezen voor de RB-versie, waarbij de krukas vooruit draaide. In de race in augustus werd die motor gebruikt.
Het resultaat in de echte race was echter bedroevend: Alleen Michio Ichino haalde de finish. De andere vier, Mitsuo Itoh, O. Itoh, Toshikichi Masuda en Toshio Matsumoto, vielen met technische problemen uit. Ichino wist wel de snelste ronde te rijden.

### 1960: Colleda RT 60
Suzuki kwam in 1960 voor het eerst op internationale circuits uit in het wereldkampioenschap wegrace. Dat gebeurde nog onder de merknaam "Colleda". De komst van de Suzuki's naar het eiland Man voor de Isle of Man TT was minder spectaculair dan die van Honda een jaar eerder. In 1959 kon het Britse publiek nauwelijks geloven dat er in Japan motorfietsen werden gemaakt en Honda scoorde ook goed met een 6e, 7e, 8e en 11e plaats in de 125 cc Ultra-Lightweight TT die toen nog op de relatief korte Clypse Course werd gereden. Geen enkele Japanse coureur had ervaring met het rijden op verharde wegen, een probleem dat ook gold voor de Colleda-coureurs in 1960. Toen was het echter nog moeilijker, want de Ultra-Lightweight TT verhuisde naar de 60 km lange Snaefell Mountain Course, waardoor het verkennen van het circuit een uitdaging werd.
De Colleda RT 60's waren nog heel eenvoudige, tamelijk gedrongen zuigergestuurde tweecilinder tweetaktmotoren, waar weinig van bekend is. Ze waren echter betrouwbaar en konden hoge toerentallen aan, maar bij lage toerentallen was er weinig vermogen beschikbaar. De race verliep teleurstellend. Toshio Matsumoto was de snelste Colleda-coureur en hij werd slechts 15e. Nog belangrijker was de enorme achterstand qua snelheid: winnaar Carlo Ubbiali (MV Agusta) reed bijna 138 km/h gemiddeld, Matsumoto kwam niet verder dan 116 km/h. De snelste Honda-rijder Naomi Taniguchi haalde 129 km/h gemiddeld. In elk geval bleken de Colleda's wel betrouwbaar: ze haalden alle drie de finish. Het belangrijkste resultaat voor Suzuki (maar dat wist toen nog niemand) was de eerste kennismaking met de Oost-Duitse coureur Ernst Degner, die later bij Suzuki in dienst zou treden en belangrijke kennis over snelle tweetaktmotoren van MZ meebracht. Suzuki keerde in elk geval na de Isle of Man TT van 1960 terug naar Japan om de Colleda's verder te ontwikkelen.

### Technische gegevens Colleda-modellen
| Colleda                | Diamond Free                | CO                  | SV                                | V2X                               | RA                                | RB                                | RT 60                             |
| ---------------------- | --------------------------- | ------------------- | --------------------------------- | --------------------------------- | --------------------------------- | --------------------------------- | --------------------------------- |
| Periode                | 1953                        | 1954                | 1955                              | 1958                              | 1959                              | 1959                              | 1960                              |
| Categorie              | toermotor                   | toermotor           | fabrieksracer                     | prototype                         | prototype                         | fabrieksracer                     | fabrieksracer                     |
| Motortype              | zuigergestuurde tweetakt    | zijklep             | zuigergestuurde tweetakt          | zuigergestuurde tweetakt          | zuigergestuurde tweetakt          | zuigergestuurde tweetakt          | zuigergestuurde tweetakt          |
| Bouwwijze              | staande eencilinder         | staande eencilinder | staande eencilinder               | staande eencilinder               | staande eencilinder               | staande eencilinder               | staande tweecilinder              |
| Kleppen per cilinder   | N.V.T.                      | 2                   | N.V.T.                            | N.V.T.                            | N.V.T.                            | N.V.T.                            | N.V.T.                            |
| Nokkenasaandrijving    | N.V.T.                      | tandwielen          | N.V.T.                            | N.V.T.                            | N.V.T.                            | N.V.T.                            | N.V.T.                            |
| Koeling                | lucht                       | lucht               | lucht                             | lucht                             | lucht                             | lucht                             | lucht                             |
| Boring                 | Onbekend                    | Onbekend            | 52 mm                             | 56 mm                             | 56 mm                             | 56 mm                             | 44 mm                             |
| Slag                   | Onbekend                    | Onbekend            | 58 mm                             | 51 mm                             | 51 mm                             | 51 mm                             | 41 mm                             |
| Cilinderinhoud         | 58 cc                       | 90 cc               | 123,2 cc                          | 125,61 mm                         | 125,61 mm                         | 125,61 mm                         | 124,7 cc                          |
| Compressieverhouding   | Onbekend                    | Onbekend            | 9,5:1                             | 10:1                              | 10:1                              | 10:1                              | 8,8:1                             |
| Max. Vermogen          | 2 pk (1,5 kW) bij 4.000 tpm | 4 pk (2,9 kW)       | 10 pk (7,4 kW) bij 9.000 tpm      | 10 pk (7,4 kW) bij 9.000 tpm      | 10 pk (7,4 kW) bij 9.000 tpm      | 10 pk (7,4 kW) bij 9.000 tpm      | 13 pk (9,6 kW) bij 11.000 tpm     |
| Primaire aandrijving   | tandwielen                  | tandwielen          | tandwielen                        | tandwielen                        | tandwielen                        | tandwielen                        | tandwielen                        |
| Koppeling              | Onbekend                    | Onbekend            | meervoudige natte platenkoppeling | meervoudige natte platenkoppeling | meervoudige natte platenkoppeling | meervoudige natte platenkoppeling | meervoudige droge platenkoppeling |
| Versnellingen          | 2                           | 3                   | 4                                 | 4                                 | 4                                 | 4                                 | 6                                 |
| Secundaire aandrijving | ketting                     | ketting             | ketting                           | ketting                           | ketting                           | ketting                           | ketting                           |
| Rijwielgedeelte        | enkel wiegframe             | enkel wiegframe     | enkel wiegframe                   | dubbel wiegframe                  | dubbel wiegframe                  | dubbel wiegframe                  | dubbel wiegframe                  |
| Remmen                 | trommelremmen               | trommelremmen       | trommelremmen                     | trommelremmen                     | trommelremmen                     | trommelremmen                     | trommelremmen                     |
| Droog gewicht in kg    | Onbekend                    | Onbekend            | Onbekend                          | Onbekend                          | Onbekend                          | Onbekend                          | 80                                |

## Suzuki

### 1961: Suzuki RT 61
In 1961 liet Suzuki de naam "Colleda" vallen. Men nam opnieuw deel aan de Isle of Man TT, maar nu met nieuwe tweecilinders met roterende inlaten, zowel in de 125cc-klasse met de RT 61 als in de 250cc-klasse met de RV 61. De RT 61 had nog dezelfde boring/slagverhouding als de Colleda RT 60, maar leverde nu al 15 pk bij 10.000 tpm, goed voor een topsnelheid van 150 km/h. De TT van Man werd echter een aanfluiting: zowel Michio Ichino, Sadao Masuda als Mitsuo Itoh vielen uit. En dat terwijl Honda juist de eerste vijf plaatsen bezette. Toch nam men ook nog deel aan de TT van Assen, maar hier kwamen de Suzuki's niet verder dan de plaatsen 14, 16 en 17. Daarna trok Suzuki haar team weer terug uit het wereldkampioenschap wegrace. Op het eiland man had Ernst Degner al in het geheim met Jimmy Matsumiya van Suzuki onderhandeld. Suzuki was op zoek naar kennis om haar motorfietsen te verbeteren. Eind 1961, tijdens de Grand Prix van Zweden, vluchtte Ernst Degner uit het rennerskwartier. Degner wilde graag met zijn gezin de DDR verlaten en was op zoek naar geld om dit voor elkaar te krijgen. Vlak voor de voorlaatste Grand Prix in Zweden was het Paul Petry, een goede vriend van Degner, gelukt om Degners vrouw en zijn kinderen naar het westen te laten vluchten. In de race viel Degner uit in de 125cc-klasse door motorproblemen en verliet nog tijdens het evenement het rennerskwartier en Zweden richting Denemarken.

### 1962: Suzuki RT 62 en RT 62D
In de winter van 1961-1962 werkte Degner had samen met de Japanse ingenieurs om de machines te verbeteren, maar het werden (zoals Degner bij MZ gewend was) eencilinders. Er werden twee versies van de 125cc-racer gemaakt: De RT 62 en de RT 62D(egner). Die laatste machine was exclusief voor Degner bedoeld en had een afwijkend uitlaatsysteem, voorzien van de door Walter Kaaden bij MZ doorontwikkelde expansie-uitlaat. Beide machines leverden nu 20 pk, een vermogenswinst van liefst 33% ten opzichte van de RT 61.
De resultaten waren echter nog steeds niet overtuigend. De Honda RC 145 bracht het tot 25 pk en in de Isle of Man TT haalde Degner slechts een 8e plaats. In de Franse GP werd hij echter 5e en in Assen zelfs 4e. Hugh Anderson, die al in 1961 zonder succes met de 250 cc Suzuki RV 61 had gereden, viel in drie GP's uit, maar won (in afwezigheid van Honda) de GP van Argentinië. Mitsuo Itoh werd daar 4e. Frank Perris reed een 125 cc Suzuki naar de 5e plaats in de GP van Finland. De gelijkenis met de MZ RE 125 bleef niet beperkt tot de motor, want ook de gebreken van de MZ kwamen in de Suzuki terug: koelproblemen, een lastig big-end lager en te zwaar belaste contactpunten.
Dat resulteerde in de 7e plaats voor Anderson in de einduitslag van het wereldkampioenschap. Degner werd 11e, Itoh 13e en Perris 19e.
Heel erg treurig kan Suzuki ook niet geweest zijn, want in het voor het eerst georganiseerde 50 cc kampioenschap werd Degner meteen wereldkampioen.

### 1963: Suzuki RT 63 en RT 64
Net als in de 50cc-klasse kwam Suzuki in 1963 in de 125cc-klasse met een enorm team aan de start: Hugh Anderson, Ernst Degner, Michio Ichino, Mitsuo Itoh, Isao Morishita, Frank Perris en Bert Schneider. Het had nu ook een tweecilinder ontwikkeld, de RT 63. Deze machine had weer een typisch kenmerk van de MZ: omgekeerde cilinders, waardoor de uitlaten aan de achterkant zaten. Dat hield verband met de draairichting van de motor en de loefzijde van de zuiger. Er waren nu acht versnellingen aan boord en daarom was de versnellingsbak ook uiterlijk groter. De motor leverde nu al 26 pk.
Hugh Anderson viel in de Grand Prix van Spanje uit, waardoor Luigi Taveri, Jim Redman en Kunimitsu Takahashi met hun Honda's alle podiumplaatsen pakten. Vanaf de tweede Grand Prix (Duitsland) was het in de 125cc-klasse Suzuki wat de klok sloeg: Hier won Ernst Degner zijn enige wedstrijd van 1963. In Frankrijk, Man, Assen, Ulster, de DDR en Finland won Anderson, in België Schneider en in Japan Perris. Anderson had de titel binnen en Suzuki reisde niet af naar Monza en Argentinië waardoor Honda met Taveri en Redman nog twee overwinningen kon pakken. Op het thuiscircuit in Suzuka was Suzuki weer van de partij, maar nu met de nieuwe RT 64. Perris won hier vóór Redman en Degner. Een klein mijlpaaltje voor Suzuki was de eerste 125cc wereldtitel die met een tweetaktmotor behaald werd. De eerlijkheid gebiedt te zeggen dat Honda in 1963 pas op de plaats maakte. Men reed met machines uit 1962 en trok halverwege het seizoen zelfs de monteurs terug naar Japan.

### 1964: Suzuki RT 64(A) en RS 64
Hoewel de RT 64A een doorontwikkeling was van de RT 63, had deze machine waterkoeling. In de 125cc-klasse van 1964 werd de openingsrace in Daytona, bij afwezigheid van Honda, een prooi voor Suzuki. Hugh Anderson won, Mitsuo Itoh werd tweede en Bert Schneider werd derde. In Spanje kwam Suzuki er niet aan te pas. De Honda's van Luigi Taveri en Jim Redman werden eerste en tweede, terwijl de derde plaats werd ingenomen door Rex Avery met een EMC. Taveri won ook in Frankrijk en in de Lightweight 125 cc TT. In Frankrijk viel Redman uit, waardoor de Suzuki-coureurs Schneider en Perris de andere podiumplaatsen bezetten. In de Lightweight 125 cc TT kreeg 50cc-rijder Ralph Bryans ook een 125 cc Honda. Hij werd derde en maakte het podium voor Honda compleet, want Jim Redman was tweede. De TT van Assen was de enige race waarin Phil Read aan de start kwam met de Yamaha RA 97. Taveri viel en brak een sleutelbeen, maar Redman nam de honneurs waar en won de Dutch TT. Hoewel Read Redman niet kon bijhouden, werd hij toch tweede vóór Ralph Bryans. De 125cc-race van Monza was de eerste waaraan Ernst Degner weer deelnam na zijn val in Japan in november 1963. Hij werd derde en won de laatste wedstrijd in Japan, waardoor hij met 12 punten toch nog zesde in het wereldkampioenschap werd. Op de Solitudering ging Anderson eerst aan de leiding, maar hij viel waardoor Redman een behoorlijke voorsprong kon opbouwen op Taveri, die voldoende hersteld was van zijn val in Assen. Toen het begon te regenen en niemand meer gas durfde te geven was Redman's overwinning zeker. Taveri werd tweede en de Duitser Walter Scheimann, voor de gelegenheid ook op Honda, werd derde.

### 1965: Suzuki RS 64, RS 65, RJ 66 en RT 65
Bij de laatste race van 1963 waren de Honda's al niet ver achter de Suzuki's gebleven. Honda had een nieuwe viercilinder ontwikkeld, de RC 146. Suzuki ging ervan uit dat twee cilinders niet voldoende zouden zijn om in de toekomst nog te winnen en begon al meteen met de ontwikkeling van een viercilinder, de RS 64. Die was echter niet op tijd klaar voor het seizoen 1964. Pas in december was de machine klaar en in februari 1965 werden nog doorontwikkelingen doorgevoerd. Toen veranderde de naam in RS 65. Toch bleven er technische problemen bestaan, waaronder een veel te hoge olietemperatuur. Daarom besloot men te beginnen met een nieuwe ontwikkeling, de driecilinder RJ 66, waarmee men in november 1965 een aanvang nam. Men racete nog steeds met de watergekoelde tweecilinder, die nu RT 65 heette.
De 125cc-klasse van 1965 verliep rampzalig voor Honda. De beste klassering was de tweede plaats van Luigi Taveri in de Lightweight 125 cc TT. Suzuki kon probleemloos naar de titel rijden en er verscheen slechts één wolkje aan de horizon: Yamaha had een watergekoelde versie van de RA 97 gemaakt. Daarmee kwam men slechts drie keer aan de start: tijdens de TT's van Man en Assen en de GP des Nations in Monza. Zonder de aanwezigheid van Honda in Daytona werd de openingswedstrijd in de 125cc-klasse overtuigend gewonnen door Suzuki, met Hugh Anderson, Ernst Degner en Frank Perris op het podium. In Duitsland verscheen Honda wel aan de start, maar het werd pijnlijk duidelijk dat de 2RC 146 viercilinder al niet meer goed genoeg was: zowel Taveri als Bryans vielen al vroeg in de wedstrijd uit. Anderson won ook hier. Aanvankelijk lag Degner tweede, maar hij viel door ontstekingsproblemen terug naar de vierde plaats. Daardoor werd Frank Perris tweede. Ook in Spanje vielen de Honda's uit en de eerste twee plaatsen waren weer voor Anderson en Perris. In Frankrijk eindigden de Honda's in het achterveld en Suzuki speelde opnieuw de hoofdrol met Anderson als eerste, Degner als tweede en Perris als derde. Tijdens de Lightweight 125 cc TT op Man kwam er eindelijk een nieuwe 125cc Honda, de 4RC 146, die echter slechts weinig verschilde van zijn voorganger. Hij liep eigenlijk nooit goed en kende voortdurend problemen met de carburatie en de ontsteking. Toch werd Luigi Taveri er tweede mee. Dit was de beste klassering van de 125cc Honda in het hele seizoen. Suzuki deed het hier slecht, maar nu verscheen Yamaha voor het eerst met de watergekoelde versie van de RA 97 en Phil Read pakte er de winst mee. Zijn teamgenoot Mike Duff werd derde. Anderson moest zich tevreden stellen met de vijfde plaats, achter Derek Woodman (MZ). De tweede overwinning voor Yamaha kwam in Assen, maar nu was het Mike Duff die de RA 97 mocht rijden. De andere podiumplaatsen waren voor Suzuki, maar Yoshimi Katayama pakte de tweede plaats en Hugh Anderson werd slechts derde. Degner en Anderson startten niet in Oost-Duitsland. Waar het Degner betrof was dat logisch: hij ging als vluchteling nooit terug naar het Oostblok. In elk geval werden de belangen van Suzuki behartigd door Frank Perris, die de wedstrijd won. Overigens kwam ook Honda hier niet aan de start. Honda liet ook de Grand Prix in Tsjecho-Slowakije schieten. Anderson reed de snelste ronde maar viel uit. Daardoor won Perris opnieuw. In Ulster kwam Bryans niet verder dan de vierde plaats. Hij moest Ernst Degner met de Suzuki voor laten gaan en ook de MZ-rijders Klaus Enderlein en Derek Woodman. Hugh Anderson startte niet in Ulster. In Finland won Anderson vóór Perris en Jochen Leitert (MZ). Anderson werd in Monza wereldkampioen door de 125cc-race te winnen. Perris werd tweede maar het feest voor Suzuki werd enigszins verstoord doordat Ernst Degner bij een val een been brak. De derde plaats in de race was voor Derek Woodman met de MZ, die in het WK uiteindelijk ook derde werd. De race werd in de regen gereden en was door het wegblijven van Honda een tamelijk saaie vertoning. Hoewel Anderson al wereldkampioen was zette hij alles op alles om ook in Japan te winnen. Aanvankelijk ging Taveri met de nieuwe Honda RC 148 vijfcilinder aan kop. Bryans kon het tempo niet volgen, terwijl Read en Redman (voor één keer op een 125cc Honda) uitvielen. Anderson had nog wat reserves en passeerde Taveri en liep zelfs nog een flink eind uit. Achteraf bleek dat niet zo vreemd: door een gebroken bout in de cilinderkop was een koppakking weggeblazen en Taveri's vijfcilinder feitelijk een 100cc-viercilinder geworden. Anderson werd door dit alles wereldkampioen met het maximum aantal punten.

### 1966: Suzuki RJ 66 en RT 66
In 1966 ging de ontwikkeling van de driecilinder RJ 66 gewoon door, maar de machine zou nooit in een race verschijnen en er is vrijwel niets over bekend. Ook de viercilinder RS 65 bleef in ontwikkeling, maar ook die machine werd in 1966 niet aan de start gebracht. De tweecilinder kreeg simpelweg de naam "RT 66" en leverde ook iets meer vermogen, maar zou er in het seizoen 1966 niet aan te pas komen.
In de eerste race (Spanje) werd vooral het team van Suzuki geplaagd door pech. Hans Georg Anscheidt viel in de vierde ronde uit met een defecte ontsteking en Hugh Anderson had hetzelfde probleem. Frank Perris haalde de streep evenmin. De echte strijd ging tussen de tweecilinder tweetakt Yamaha RA 97 en de vijfcilinder viertakt Honda RC 149. Uiteindelijk won Bill Ivy (Yamaha) zijn eerste Grand Prix, Luigi Taveri (Honda) werd tweede, Ralph Bryans (Honda) derde en Phil Read (Yamaha) vierde.
In Duitsland won Taveri vóór zijn teamgenoot Bryans. Phil Read werd derde. Met de Suzuki vlotte het weer niet: Anscheidt moest tot tweemaal toe de pit in en werd vijfde en Frank Perris werd vierde. Tijdens deze race verscheen een nieuw Japans merk, dat in Europa nog geheel onbekend was: Toshio Fujii kwam aan de start met een tweecilinder Kawasaki. De Kawasaki was in de trainingen weliswaar snel gebleken, maar Fujii viel in de zesde ronde van de race.
Mike Duff (Yamaha) startte weliswaar in de TT van Assen, maar hij was nog lang niet fit na zijn zware val in Japan in 1965. Hij trainde zichzelf naar de tweede startrij, waar hij Cees van Dongen (de snelste privérijder met een Honda CR 110) en Toshio Fujii met de Kawasaki aantrof. Op de eerste rij stonden Taveri, Ivy, Katayama, Read, Anderson, Bryans en Perris. Katayama was op de nog gedeeltelijk natte baan het snelste weg, maar werd nog in de eerste ronde gepasseerd door Read en Taveri. Na de derde ronde had Ivy zowel Read als Taveri ingehaald. Ralph Bryans was intussen al verdwenen. Hij was al een keer gestopt, waarschijnlijk om bougies te vervangen, en reed uiteindelijk definitief de pit in. Tussen Read en Taveri ontspon zich een geweldige strijd, die uiteindelijk door Taveri gewonnen werd. Hij werd tweede en Read derde. Cees van Dongen bleef de snelste privérijder met een achtste plaats op één ronde achterstand.
In Oost-Duitsland was het net als in België (waar de 125cc-klasse niet had gereden) slecht weer. Taveri won deze regenrace vóór Katayama en Ivy. De 125cc-race in Tsjecho-Slowakije was de enige solorace waarin Mike Hailwood niet startte en die hij dus ook niet won. Toch won Honda alle soloraces want in de 125cc-klasse kwam Luigi Taveri als eerste over de streep. Ralph Bryans werd tweede en Bill Ivy, die tijdens de achtervolging de snelste raceronde had gereden, werd derde.
In Finland won Phil Read de 125cc-race met slechts één seconde voorsprong op Luigi Taveri. Ralph Bryans werd derde. Bill Ivy kon niet starten na een val tijdens de Hutchinson 100 Meeting op Brands Hatch. Yamaha stuurde op het laatste moment de nieuwe 125cc RA 31 viercilinder naar Ulster, maar Ivy kon er niet mee starten omdat hij nog niet fit was. Taveri won en Ralph Bryans werd zelfs tweede. Read reed de RA 31 naar de derde plaats, maar de 125cc wereldtitel was nu definitief in handen van Luigi Taveri en Honda.
De Lightweight 125 cc TT moest vanwege de zeer dichte mist enkele uren worden uitgesteld. Hoewel de wereldtitel al beslist was, waren de verwachtingen hoog gespannen. Suzuki, dat slechts één podiumplaats gehaald had (Yoshimi Katayama op de Sachsenring) had de snelste trainingstijd dankzij Hugh Anderson die met de RT 66 een nieuw ronderecord gereden had. Verder zette Yamaha haar nieuwe RA 31 viercilinders weer in en Honda uiteraard de vijfcilinder RC 149. Ivy was juist fit verklaard en won de race door van start tot finish aan de leiding te gaan. Read finishte een halve minuut achter hem en Anderson werd derde.
In Monza waren de 125cc Honda vijfcilinders iedereen te snel af. Wereldkampioen Taveri won, zijn teamgenoot Bryans werd tweede en Bill Ivy eindigde als derde, slechts 0,1 seconde sneller dan Phil Read die dus vierde werd. Suzuki kwam in Italië niet aan de start. Bij afwezigheid van Honda won Ivy met de Yamaha de 125cc-race in Japan. De Suzuki-coureurs Katayama en Itoh werden tweede en derde.
Uiteindelijk restte voor Suzuki slechts de plaatsen 5 (Anderson), 6 (Katayama), 7 (Perris), 9 (Itoh) en 12 (Anscheidt) in het wereldkampioenschap. Het goede nieuws was dat Honda zich eind 1966 terugtrok uit de 125cc-klasse, maar de viercilinder Yamaha's waren voorlopig te sterk voor de tweecilinder Suzuki's.

### 1967: Suzuki RT 67, RS 67, RS 67U en RS 68
De viercilinder Suzuki RS was doorontwikkeld tot de RS 67 en leverde in 1967 al ca 40 pk, maar tot inzet in races kwam het alleen in de GP van Japan en de GP van Singapore, die niet meetelde voor het wereldkampioenschap. Dat gebeurde al met een vernieuwde versie, die in plaats van een square four nu voorzien was van een V4 en Suzuki RS 67U heette. De Suzuki-coureurs moesten het doen met de tweecilinder, die als RT 67 nu weliswaar ca. 35 pk leverde en tien versnellingen had, maar dat was bij lange na niet genoeg om de Yamaha RA 31 te verslaan. Het terugtrekken van Honda was teleurstellend voor de jonge Stuart Graham, die op het punt stond een fabriekscontract te krijgen. Hij werd gered door Hugh Anderson, die zijn carrière wilde beëindigen maar zelf voor een vervanger zorgde. Zo werd Graham aan het Suzuki-team toegevoegd.
In de openingsrace in Spanje kwamen Bill Ivy en Phil Read met de nieuwe 125cc Yamaha RA 31 viercilinders aan de start. Voor Suzuki reden Yoshimi Katayama en Stuart Graham. Katayama leidde in de eerste ronde, maar werd gepasseerd door Ivy en Read die eerste en tweede werden. Katayama werd derde en Graham, die een slechte start had gehad, werd vierde.
In Duitsland moest Hans Georg Anscheidt (Suzuki) nog tijdens de ceremonie van de 50cc-race, die hij gewonnen had, vertrekken naar de start van de 125cc-race. Hij had daar de snelste start, maar werd al snel ingehaald door Bill Ivy en Phil Read met hun Yamaha's. In de bocht vóór start/finish vielen vier coureurs gezamenlijk: Ivy en Read en twee achterblijvers: Fritz Kohlar (MZ) en Francesco Villa (Montesa). Francesco Villa was de enige die gewond raakte: hij brak een sleutelbeen. Door dit alles konden de Suzuki's toch de beste plaatsten pakken. Katayama won en Anscheidt werd tweede.
De uitslag van de derde race in Frankrijk was bijna gelijk aan die in Spanje: 1. Ivy, 2. Read, 3. Katayama en 4. Graham.
In de Lightweight 125 cc TT startte Bill Ivy als snelste, maar hij kwam in de eerste ronde al in moeilijkheden, want zijn doorkomst bij Ramsey was veel te laat. Read had juist een slechte start, maar draaide zeer snelle ronden. Hij werd op korte afstand gevolgd door Stuart Graham. Ivy voltooide de eerste ronde, maar moest toen lang in de pit stoppen en kort nadat hij aan de tweede ronde begon viel zijn Yamaha voorgoed stil. In de tweede ronde wist Graham zelfs een zeer kleine (0,2 seconden) voorsprong op Read te nemen en in de laatste ronde kwam het bericht dat ze bij Bungalow, tien km vóór de finish, precies gelijk lagen. Uiteindelijk had Read 3,4 seconden voorsprong op Graham, terwijl Akiyasu Motohashi (Yamaha) derde werd.
Ivy en Read hadden uitstekende trainingstijden gezet in Assen, maar bij de start van de race keken ze meteen tegen een flinke achterstand aan omdat hun motorfietsen niet wilden starten. Dat deden de Suzuki's van Katayama en Graham wel. Ook Cees van Dongen had goed getraind: zesde met een privé-Honda nog voor een aantal fabriekscoureurs van Jawa, Bultaco en EMC. Door de weigering van de Yamaha's kon van Dongen echter als derde wegkomen, achter Katayama en Graham. Na een halve ronde zat Read echter al op de vierde plaats en bij start/finish was hij van Dongen al gespasseerd. Read passeerde vervolgens Graham, die zich in zijn slipstream nestelde en zo naderden ze samen de leidende Katayama. In de tiende ronde nam Read de leiding over. Graham was wat achterop geraakt en werd gepasseerd door Bill Ivy en dat overkwam uiteindelijk ook Katayama. Ivy kwam zelfs nog dicht bij Phil Read, maar bij de vlag had deze nog ongeveer 200 meter voorsprong. Stuart Graham werd derde.
In Oost-Duitsland op de Sachsenring werden - ook door het Suzuki team - de nieuwe 125 cc viercilinders verwacht, maar toen die niet arriveerden moest men de tweecilinders gebruiken. Katayama startte als snelste en leidde toen hij in de derde ronde een vastloper kreeg. Ivy nam de leiding over en achter hem vochten Phil Read en Stuart Graham om de tweede plaats. Read won die strijd en Graham werd derde.
In de GP van Tsjecho-Slowakije nam Katayama de leiding en hield die ook twee ronden vast. In de derde ronde nam Ivy de koppositie over en in de vierde ronde werd Katayama ook gepasseerd door Read. Die viel echter in de vijfde ronde uit door een gebroken krukas. Katayama kreeg weer een vastloper en daardoor werd Stuart Graham tweede.
In het Finse Imatra kwam Yoshimi Katayama niet aan de start; hij was in Japan om de Suzuki RS 67 viercilinder te testen. Bij de start waren de Yamaha's opnieuw slecht weg. Read startte zelfs als laatste omdat zijn machine niet wilde aanslaan en Ivy moest al na één ronde zijn bougies laten vervangen. Aan het einde van de eerste ronde had Read echter bijna het hele veld ingehaald en reed hij al op de tweede plaats achter Stuart Graham op de Suzuki. Na vier ronden werden de remmen van Graham slechter, waardoor Read nog dichterbij kon komen en uiteindelijk de koppositie kon overnemen. In de 9e ronde liep de motor van Phil Read vast en nam Stuart Graham opnieuw de leiding. Ivy had bijna een ronde achterstand, maar werd toch nog tweede vóór Dave Simmonds die de eerste podiumplaats voor Kawasaki haalde.
Bill Ivy won de 125cc-race in de Ulster Grand Prix, maar gemakkelijk ging het niet. Halverwege scheurde een cilinderkop waardoor koelvloeistof lekte. De motor begon warm te lopen maar omdat Phil Read door stalorders op afstand gehouden werd, kon Ivy wat kalmer aan doen. Stuart Graham had in de eerste ronden geprobeerd de twee Yamaha's bij te houden, maar hij had zijn gearing te kort gekozen en moest daardoor te veel toeren draaien. Dat leverde een vette bougie op en die moest hij vervangen. Dat gebeurde hem zelfs nog een keer, maar hij werd desondanks toch nog derde. In Monza leek de 125cc-race al beslist na de trainingen, want de rondetijden lagen zo ver uit elkaar dat aangenomen werd dat Ivy veel sneller zou zijn dan Anscheidt met de Suzuki. Ver achter Anscheidt stond László Szabó die met zijn MZ weer veel sneller was dan de EMC's. Ivy startte zoals gewoonlijk slecht, maar na drie ronden nam hij de leiding van Anscheidt over. Toen merkte hij dat al het water uit zijn radiateur was verdwenen en hij ging de pit in voor water. Dat was er echter niet en Ivy moest weer terug de baan op om twee ronden later opnieuw binnen te komen voor koelwater. Dat had men nog steeds niet gevonden. Bij zijn derde stop kreeg hij pas water maar toen lag Anscheidt intussen weer op de eerste plaats. Pas vlak vóór de eindstreep wist Ivy de overwinning zeker te stellen. De Yamaha had in elk geval zijn betrouwbaarheid bewezen. Szabó werd zoals verwacht zonder problemen derde. Ivy had nu het maximum aantal punten: 48 uit zes (tellende) wedstrijden en hij was daardoor wereldkampioen.
In Canada won Ivy ook. Phil Read kwam niet aan de start en het startpodium werd aangevuld met "lokale" rijders: De Canadees Tim Coopey werd met een Yamaha tweede op twee ronden en de Amerikaan Robert Oust werd met een Yamaha derde op drie ronden.
Ook in Japan was Bill Ivy de snelste, weer bij afwezigheid van Phil Read. Stuart Graham werd tweede en Hideo Kanaya (Suzuki) werd derde. Hier debuteerden zowel de nieuwe Suzuki RS 67U als een viercilinder van Kawasaki. Graham en Katayama werden 3e en 4e in het wereldkampioenschap.
Aan het eind van 1967 werd de RS 67U omgedoopt tot RS 68, maar Suzuki zou in dat seizoen niet meer aantreden. Met de dreigende beperking van het aantal versnellingen die de FIM in het vooruitzicht stelde, had het geen zin een machine door te ontwikkelen die door zijn beperkte powerband twaalf versnellingen nodig had.

### 1968: Suzuki RT 67
In maart 1968, nog vóór de start van het WK-seizoen, maakte Suzuki bekend te stoppen met wegraces, zoals Honda ook had gedaan. Voor Stuart Graham was dat het moment om zijn carrière te besluiten. Suzuki liet haar 50 en 125 cc fabrieksracers echter niet verstoffen. Hans Georg Anscheidt kreeg twee RT 67 tweecilinders om - zonder fabriekssteun - te racen. In de 125cc-klasse startte hij echter alleen in Duitsland, waar hij 2e werd, en in Monza, waar hij 3e werd. In het wereldkampioenschap 125 cc werd hij slechts 8e, maar hij werd opnieuw 50cc-wereldkampioen.

### 1969: Suzuki RT 67
In 1969 was ook Yamaha van het toneel verdwenen, waardoor de ex-fabrieksracers van Suzuki en Kawasaki goede zaken konden doen.
In de eerste race in Spanje had Cees van Dongen met zijn ex- fabrieks-Suzuki veel last in de trainingen gehad door schakelproblemen. Hij haalde 's avonds het blok uit elkaar en ontdekte bramen op enkele tandwielen die hij hierdoor tijdig kon repareren. Hij stond wel op de voorste startrij. Hij startte als snelste, maar werd al in de eerste ronde ingehaald door Salvador Cañellas, die onverwacht een ex-fabrieks-Yamaha had gekregen. Hij viel echter in de tweede ronde al uit. Van Dongen liep daarna ver uit op de rest van het veld en won onbedreigd.
In Duitsland viel van Dongen uit. De strijd om de eerste plaats ging tussen Dave Simmonds (Kawasaki) en Dieter Braun, die eerste en tweede werden. Dieter Braun had een Suzuki van Hans Georg Anscheidt gekocht voor 35.000 gulden. Ook Cees van Dongen had een dergelijke Suzuki-twin, maar die was een jaar ouder. Van Dongen werd echter goed gesteund door Henk Viscaal, die ook alle reservedelen van Anscheidt had gekocht. Daar kwam Dieter Braun ook achter: hij was gedwongen zijn Suzuki aan Viscaal te verkopen, op voorwaarde dat hij er in 1969 nog op mocht rijden. In Assen was zijn Suzuki dan ook al in de kleuren van Motor Racing Team Nederland gespoten.
In Frankrijk vielen veel coureurs uit, en vooral de allersnelsten. Dieter Braun en Cees van Dongen namen na de start de leiding. Dave Simmonds startte heel slecht met zijn ex-fabrieks-Kawasaki. Van Dongen begon weg te lopen en Simmonds passeerde in de zesde ronde Braun, die uiteindelijk met motorpech uitviel. In de 12e ronde viel van Dongen ook uit en kwam Simmonds op kop te liggen. Zijn machine begon op één cilinder te lopen en hij moest de pit in om bougies te wisselen. Daarvan profiteerde Bo Granath die een prototype Yamaha tweecilinder had. Achter hem reden Heinz Rosner (MZ), Jean Auréal (prototype Yamaha) en Börje Jansson (Maico). Jansson viel in de 20e ronde en Rosner nam de kop van Granath over, maar Granath viel met een gebroken krukas uit en hetzelfde overkwam Rosner twee ronden later. Op die manier kón Auréal niet meer verliezen, hij had op de finish meer dan een minuut voorsprong op tweede man Dave Simmonds.
Door het wegvallen van het Yamaha-fabrieksteam daalde de gemiddelde snelheid in de Lightweight 125 cc TT dramatisch. Dave Simmonds hoefde zich echter geen zorgen te maken over concurrentie: Cees van Dongen, winnaar in Spanje, en Jean Auréol, winnaar in Frankrijk, waren niet eens op Man. Nu kwam het enige gevaar van een van de eerste optredens van de gloednieuwe Aermacchi Ala d'Oro 125 tweetakten met Kel Carruthers aan het stuur. Simmonds gaf Kawasaki haar eerste overwinning in de Isle of Man TT. Hij hield op het eind een marge van bijna zes minuten over op Carruthers.
Vóór de TT van Assen ging het gerucht dat MZ met een nieuwe tweecilinder zou starten, nu men de driecilinder voorgoed in de ijskast had gezet. MZ had echter het probleem dat topcoureur Heinz Rosner voorlopig uitgeschakeld was door een gebroken sleutelbeen. De 125cc-race verliep dramatisch voor Cees van Dongen. In de laatste ronde moest hij stoppen met een kletsnatte achterband door de weglekkende versnellingsbakolie, maar als hij in zijn laatste ronde vóór de streep gestopt was en gewacht had tot winnaar Dave Simmonds finishte, had hij zijn motorfiets als vierde (op één ronde) over de streep kunnen duwen. Met de nieuwe puntentelling had dat toch acht punten opgeleverd. In de trainingen had bijna iedereen problemen: Dave Simmonds moest een aantal keren een blok vervangen, van Dongen monteerde een nieuwe krukas, Kent Andersson reviseerde zijn Yamaha (die sneller was dan zijn Maico) en ook Dieter Braun had de nodige problemen. In de race was er weinig spanning: Een kopgroep van vijf rondde de baan de eerste keer, aangevoerd door van Dongen, maar die werd voor de hoofdtribune gepasseerd door de zelfbouw van Heinz Kriwanek, die een samen met Heinz Lippitsch zelf gelast frame en standaard Rotax blokje gebruikte. Die kreeg meteen de volle rijwind te verwerken en viel dan ook meteen weer terug. Na een paar ronden viel hij uit. Vanaf de tweede ronde begon Dave Simmonds met de Kawasaki van de rest weg te lopen. Bij de finish had hij al een halve ronde voorsprong op Andersson. Silvano Bertarelli (Aermacchi Ala d'Oro 125) wist als derde nog net binnen dezelfde ronde te blijven. Dieter Braun was goed gestart, maar hij viel uit met een gebroken schakelstang.
In België verstevigde Dave Simmonds zijn leidende positie. Cees van Dongen had de beste start, maar na de eerste ronde reed Simmonds al voorop met de beide MRTN-Suzuki's van Braun en van Dongen er vlak achter. Van Dongen besloot na een paar ronden "op heelhouden" te rijden waardoor er een duel ontstond tussen Braun en Simmonds. Van Dongen werd aldus derde. Kent Andersson (Yamaha) werd vierde en behield zijn tweede plaats in het wereldkampioenschap.
Simmonds won ook in de DDR, en werd daarmee onbereikbaar voor de concurrentie en vier wedstrijden voor het einde van het seizoen was hij al wereldkampioen. Toch werd de wedstrijd eerst aangevoerd door Dieter Braun, die als West-Duitser toch enthousiast werd toegejuicht door het Oost-Duitse publiek. Vlak voor het einde van de race brak zijn krukas, waardoor Simmonds spekkoper werd. Braun werd duwend elfde. Günter Bartusch lag lang op de derde plaats maar viel met zijn MZ ook uit, en daardoor werd de Oostenrijker Heinz Kriwanek met zijn zelfbouwmachine tweede, vlak voor Fritz Kohlar (MZ).
Dieter Braun begon voortvarend aan de Grand Prix van Tsjecho-Slowakije. Na twee ronden had hij al acht seconden voorsprong op Simmonds, maar toen ging het schakelen van zijn tienversnellingsbak steeds moeilijker. Simmonds passeerde hem in de zesde ronde en won met 11 seconden voorsprong. Cees van Dongen lag van start tot finish op de derde plaats.
In Finland ging Cees van Dongen aanvankelijk aan de leiding met zijn teamgenoot Dieter Braun achter zich en op de derde plaats Günter Bartusch met zijn MZ. Simmonds lag toen nog vierde, maar in de derde ronde pakte hij al definitief de leiding. Bartusch wist de tweede plaats over te nemen en van Dongen werd slechts derde.
Ook in Imola was wereldkampioen Simmonds voor niemand bereikbaar. De strijd ging om de tweede plaats tussen László Szabó (MZ) en drie zelfbouwracers: die van de gebroeders Walter en Francesco Villa en die van Heinz Kriwanek. Szabó werd uiteindelijk tweede doordat Walter Villa problemen kreeg met zijn koppeling en Francesco's zicht slechter werd doordat er een vlinder tegen zijn stofbril was gesneuveld. Francesco wist toch nog derde te worden.
De tweede plaats in het kampioenschap was nog steeds open en ging tussen de beide MRTN-rijders Cees van Dongen en Dieter Braun, beide op ex-fabrieks-Suzuki's die eigendom waren van Henk Viscaal. Jammer genoeg was van Dongen gebrouilleerd geraakt met Viscaal en hij kon dan ook - bij gebrek aan motorfiets - niet starten. Braun kreeg het niet cadeau, want zijn motor wilde bij de start niet aanslaan en 25 seconden na het vertrek van het veld kon ook Braun aan zijn race beginnen. Die werd nog even geleid door de Pool Ryszard Mankiewicz (MZ), maar daarna nam Dave Simmonds het van hem over. Uitgerekend in deze laatste race won Simmonds niet, want in de laatste ronde kwam Braun voorbij om te winnen. Nodig was dat niet, want elke podiumplaats was genoeg geweest voor de tweede plaats in de eindstand.

### 1970: Suzuki RT 67
Doordat van Dongen in 1970 met een Yamaha reed, bleef Dieter Braun als enige over met de inmiddels toch al tamelijk oude Suzuki RT 67. Zijn grootste bedreiging kwam van Ángel Nieto met zijn Derbi, maar die sloeg in het begin van het seizoen een aantal wedstrijden over omdat hij zich op de 50cc-klasse concentreerde. Braun won vier wedstrijden op rij en werd onbedreigd wereldkampioen.

### 1971: Suzuki RT 67
Dieter Braun stapte in 1971 over op een 125 cc Maico, maar Barry Sheene reed in zijn eerste volledige WK-seizoen de Suzuki RT 67 naar de tweede plaats in het wereldkampioenschap, achter Nieto met de Derbi.

### Technische gegevens Suzuki-modellen
| Suzuki                 | RT 61                             | RT 62                             | RT 62D                            | RT 63                             | RT 64(A)                          | RS 64             | RS 65             | RT 65                             | RJ 66             | RT 66                             | RS 67                          | RT 67                             | RS 67U/RS 68                   |
| ---------------------- | --------------------------------- | --------------------------------- | --------------------------------- | --------------------------------- | --------------------------------- | ----------------- | ----------------- | --------------------------------- | ----------------- | --------------------------------- | ------------------------------ | --------------------------------- | ------------------------------ |
| Periode                | 1961                              | 1962                              | 1962                              | 1963                              | 1964                              | 1964              | 1965              | 1965                              | 1965-1967         | 1966                              | 1967                           | 1967                              | 1967                           |
| Categorie              | fabrieksracer                     | fabrieksracer                     | fabrieksracer                     | fabrieksracer                     | fabrieksracer                     | prototype         | prototype         | fabrieksracer                     | prototype         | fabrieksracer                     | prototype                      | fabrieksracer                     | prototype                      |
| Motortype              | tweetakt                          | tweetakt                          | tweetakt                          | tweetakt                          | tweetakt                          | tweetakt          | tweetakt          | tweetakt                          | tweetakt          | tweetakt                          | tweetakt                       | tweetakt                          | tweetakt                       |
| Bouwwijze              | paralleltwin                      | staande eencilinder               | staande eencilinder               | paralleltwin                      | paralleltwin                      | square four       | square four       | paralleltwin                      | V3                | paralleltwin                      | square four                    | paralleltwin                      | V4                             |
| Koeling                | lucht                             | lucht                             | lucht                             | lucht                             | water                             | water             | water             | water                             | water             | water                             | water                          | water                             | water                          |
| Boring                 | 44 mm                             | 54 mm                             | 54 mm                             | 43 mm                             | 43 mm                             | onbekend          | 35,5 mm           | 43 mm                             | onbekend          | 43 mm                             | 35,5 mm                        | 43 mm                             | 35,5 mm                        |
| Slag                   | 41 mm                             | 54 mm                             | 54 mm                             | 42,6 mm                           | 42,6 mm                           | onbekend          | 31,5 mm           | 42,6 mm                           | onbekend          | 42,6 mm                           | 31,5 mm                        | 42,6 mm                           | 31,5 mm                        |
| Cilinderinhoud         | 124,7 cc                          | 123,7 cc                          | 123,7 cc                          | 123,7 cc                          | 123,7 cc                          | onbekend          | 124,7 cc          | 123,7 cc                          | onbekend          | 123,7 cc                          | 124,7 cc                       | 123,7 cc                          | 124,7 cc                       |
| Compressieverhouding   | 8,8:1                             | 9:1                               | 9:1                               | 8,8:1                             | onbekend                          | onbekend          | onbekend          | 8,6:1                             | onbekend          | 8,6:1                             | 8,4:1                          | 8,5:1                             | 8,4:1                          |
| Brandstoftoevoer       | roterende inlaten                 | roterende inlaten                 | roterende inlaten                 | roterende inlaten                 | roterende inlaten                 | roterende inlaten | roterende inlaten | roterende inlaten                 | roterende inlaten | roterende inlaten                 | roterende inlaten              | roterende inlaten                 | roterende inlaten              |
| Max. Vermogen          | 15 pk (11 kW) bij 10.000 tpm      | 22 pk (16,2 kW) bij 11.000 tpm    | 22 pk (16,2 kW) bij 11.000 tpm    | 26 pk (19,1 kW) bij 12.000 tpm    | 30 pk (22,1 kW) bij 13.000 tpm    | onbekend          | onbekend          | 31 pk (22,8 kW) bij 13.500 tpm    | onbekend          | 32 pk (23,5 kW) bij 13.800 tpm    | 42 pk (30,9 kW) bij 16.500 tpm | 35 pk (25,7 kW) bij 14.000 tpm    | 42 pk (30,9 kW) bij 16.500 tpm |
| Primaire aandrijving   | tandwielen                        | tandwielen                        | tandwielen                        | tandwielen                        | tandwielen                        | tandwielen        | tandwielen        | tandwielen                        | tandwielen        | tandwielen                        | tandwielen                     | tandwielen                        | tandwielen                     |
| Koppeling              | meervoudige droge platenkoppeling | meervoudige droge platenkoppeling | meervoudige droge platenkoppeling | meervoudige droge platenkoppeling | meervoudige droge platenkoppeling | onbekend          | onbekend          | meervoudige droge platenkoppeling | onbekend          | meervoudige droge platenkoppeling | onbekend                       | meervoudige droge platenkoppeling | onbekend                       |
| Versnellingen          | 6                                 | 7                                 | 7                                 | 8                                 | 8                                 | onbekend          | onbekend          | 9                                 | onbekend          | 9                                 | 12                             | 10                                | 12                             |
| Secundaire aandrijving | ketting                           | ketting                           | ketting                           | ketting                           | ketting                           | ketting           | ketting           | ketting                           | ketting           | ketting                           | ketting                        | ketting                           | ketting                        |
| Rijwielgedeelte        | dubbel wiegframe                  | dubbel wiegframe                  | dubbel wiegframe                  | dubbel wiegframe                  | dubbel wiegframe                  | onbekend          | onbekend          | open brugframe                    | open brugframe    | open brugframe                    | open brugframe                 | open brugframe                    | open brugframe                 |
| Remmen                 | trommelremmen                     | trommelremmen                     | trommelremmen                     | trommelremmen                     | trommelremmen                     | trommelremmen     | trommelremmen     | trommelremmen                     | trommelremmen     | trommelremmen                     | trommelremmen                  | trommelremmen                     | trommelremmen                  |
| Droog gewicht in kg    | onbekend                          | onbekend                          | onbekend                          | 75                                | onbekend                          | onbekend          | onbekend          | 90                                | onbekend          | 90                                | onbekend                       | onbekend                          | 95                             |